# Davor Ivo Stier
Davor Ivo Stier (ur. 6 stycznia 1972 w Buenos Aires) – chorwacki politolog, dyplomata i polityk, poseł krajowy, eurodeputowany VII, VIII i X kadencji, od 2016 do 2017 wicepremier oraz minister spraw zagranicznych i europejskich.

## Życiorys
Urodził się w Argentynie w rodzinie emigrantów politycznych, którzy opuścili Jugosławię po II wojnie światowej. Dziadek od strony ojca był pułkownikiem ustaszy, dziadek od strony matki działał w zdelegalizowanej Chorwackiej Partii Chłopskiej.
Davor Stier ukończył politologię na Universidad Católica Argentina w Buenos Aires. W 1996 osiedlił się w Chorwacji, został zatrudniony w dyplomacji, pracował w ambasadach w Waszyngtonie i Brukseli. Został doradcą ds. polityki zagranicznej premiera Iva Sanadera. Zaangażował się w działalność Chorwackiej Wspólnoty Demokratycznej, wchodząc w skład władz tej partii. Pozostał w administracji rządowej premier Jadranki Kosor, zajmując się w szczególności sprawami integracji europejskiej.
W wyborach w 2011 z listy HDZ został wybrany w skład Zgromadzenia Chorwackiego. W pierwszych w historii Chorwacji wyborach do Parlamentu Europejskiego w 2013 uzyskał mandat eurodeputowanego. W 2014 z powodzeniem ubiegał się o reelekcję.
W przedterminowych wyborach w 2016 ponownie wybrany do Zgromadzenia Chorwackiego, w konsekwencji zrezygnował z zasiadania w PE. 10 października 2016 objął stanowiska wicepremiera oraz ministra spraw zagranicznych i europejskich w rządzie Andreja Plenkovicia. W czerwcu 2017 podał się do dymisji, motywując to zamiarem zaangażowania się w działalność partyjną. Zakończył urzędowanie 22 czerwca 2017. W 2020 i 2024 z powodzeniem ubiegał się o poselską reelekcję. W 2024 uzyskał następnie mandat posła do Europarlamentu X kadencji.